# Cryptoloba mesta
Cryptoloba mesta là một loài bướm đêm trong họ Geometridae.